# Hraniční orientační sloup

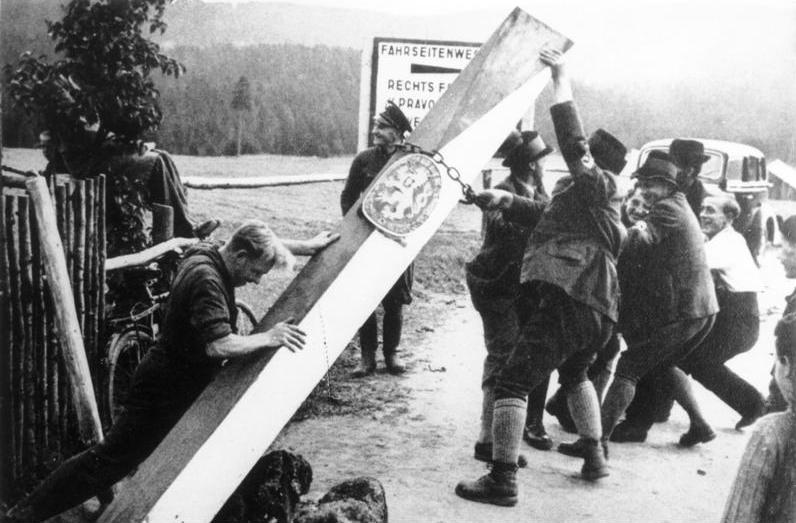
Sudetští Němci po Mnichovu nadšeně likvidují jeden z československých hraničních orientačních sloupů

Hraniční orientační sloup je hraniční znak umísťovaný v dobách první republiky od druhé poloviny 20. let 20. století na všech československých hraničních přechodech, na základě výnosu ministerstva veřejných prací z července 1925. Jednalo se o sloupy o přibližné hmotnosti 140 kg, vyráběné z lisovaného ocelového plechu. Měly vzhled podlouhlé úzké vertikálně umístěné československé vlajky, pod jejímž modrým klínem byl upevněn štít se lvem z malého československého znaku, kolem kterého se nacházel, velkým nepatkovým písmem, vyražený nápis „REPUBLIKA ČESKOSLOVENSKÁ“. Autory návrhu tvaru sloupů byl architekt Josef Havlíček se sochařem Bedřichem Stefanem. V roce 1925 bylo ve Státních železárnách v Podbrezové vyrobeno 250 kusů hraničních orientačních sloupů, z nichž bylo osazeno celkem 232 kusů.
Po Mnichovské dohodě byly v roce 1938 při obsazování československého pohraničí tyto sloupy jako symbol nenáviděného státu rychle likvidovány Československu nepřátelskými vojenskými jednotkami nebo obyvateli zabraných oblastí, avšak záměrně poškozovány byly již před podpisem této dohody. Po skončení druhé světové války již nedošlo k obnovení těchto sloupů. Jeden z původních dosud stojících hraničních orientačních sloupů se nachází na hraničním přechodu Krupka-Müglitz, roku 2008 byl rekonstruován a 6. června 2008 došlo k jeho slavnostnímu odhalení. Další původní hraniční sloupy se doposud nacházejí na východním Slovensku, například v Dukelském průsmyku.

## Galerie

Původní zachovalé sloupy
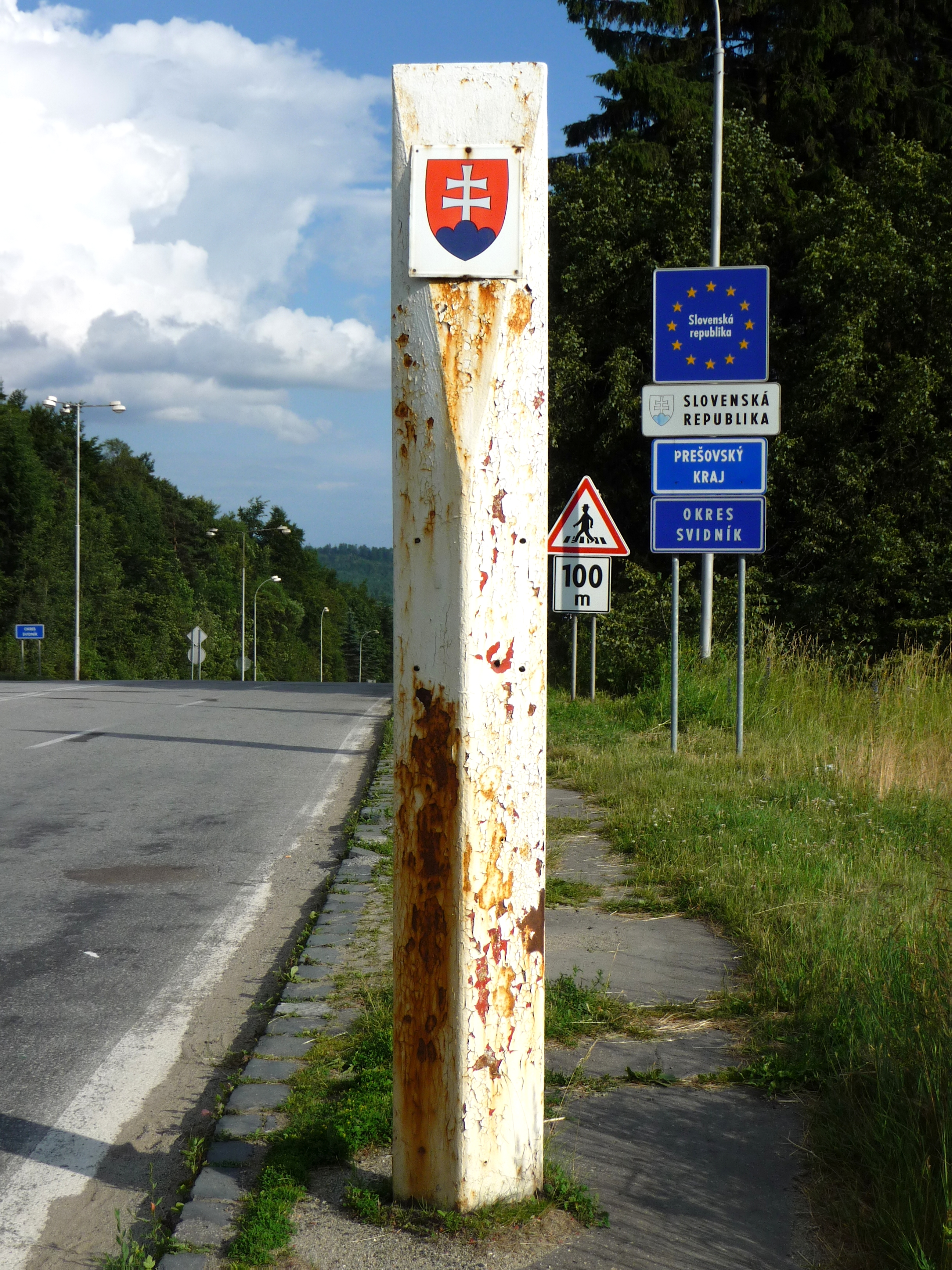
Hraniční orientační sloup v Dukelském průsmyku, zabílený, se zavěšeným slovenským znakem (v roce 2016 zrenovován do původní podoby, umístěn do muzea, místo osazeno replikou)
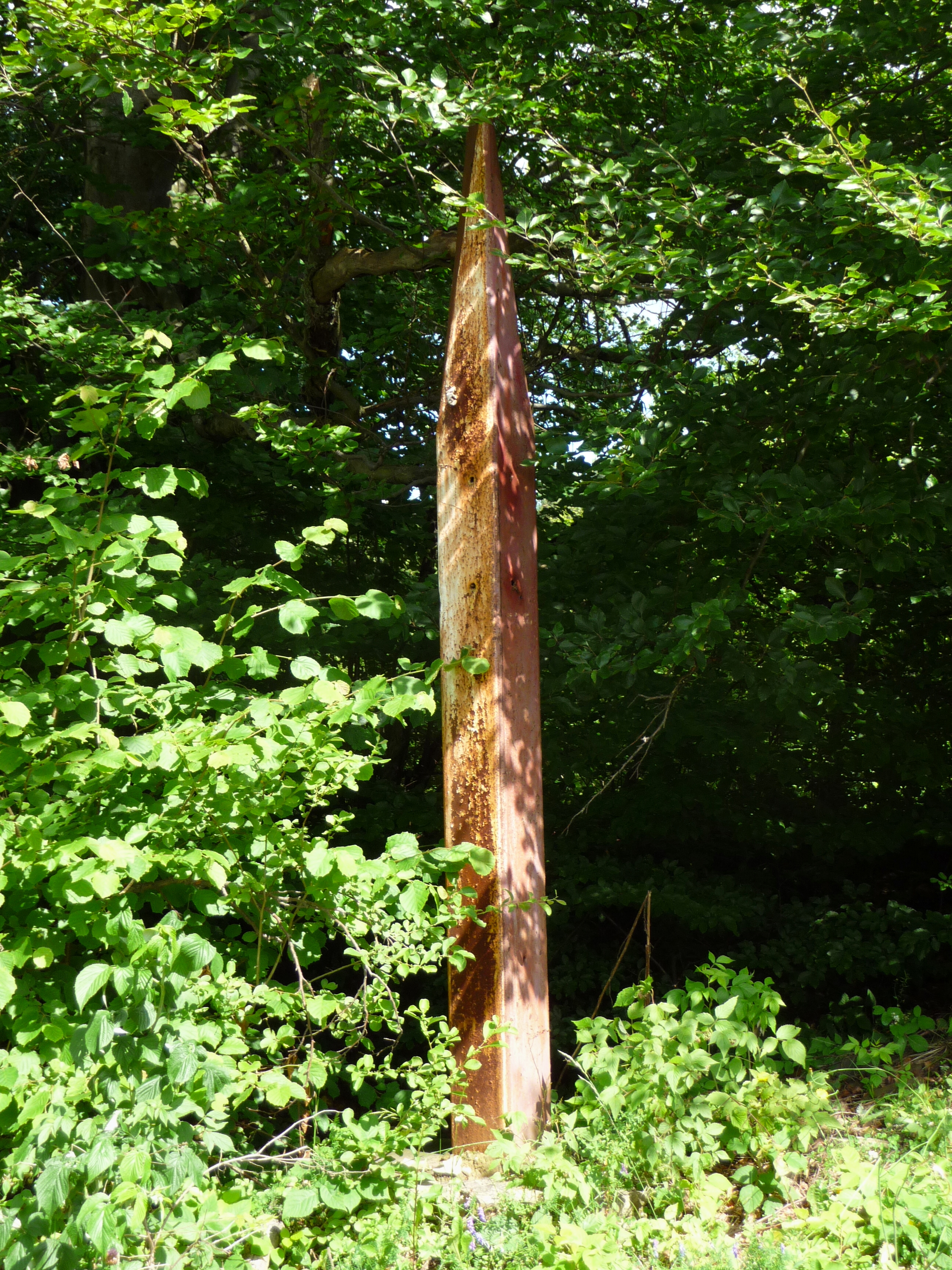
Hraniční orientační sloup u bývalého slovensko-polského hraničního přechodu Nižná Polianka - Ożenna

Pomníky v podobě hraničního orientačního sloupu
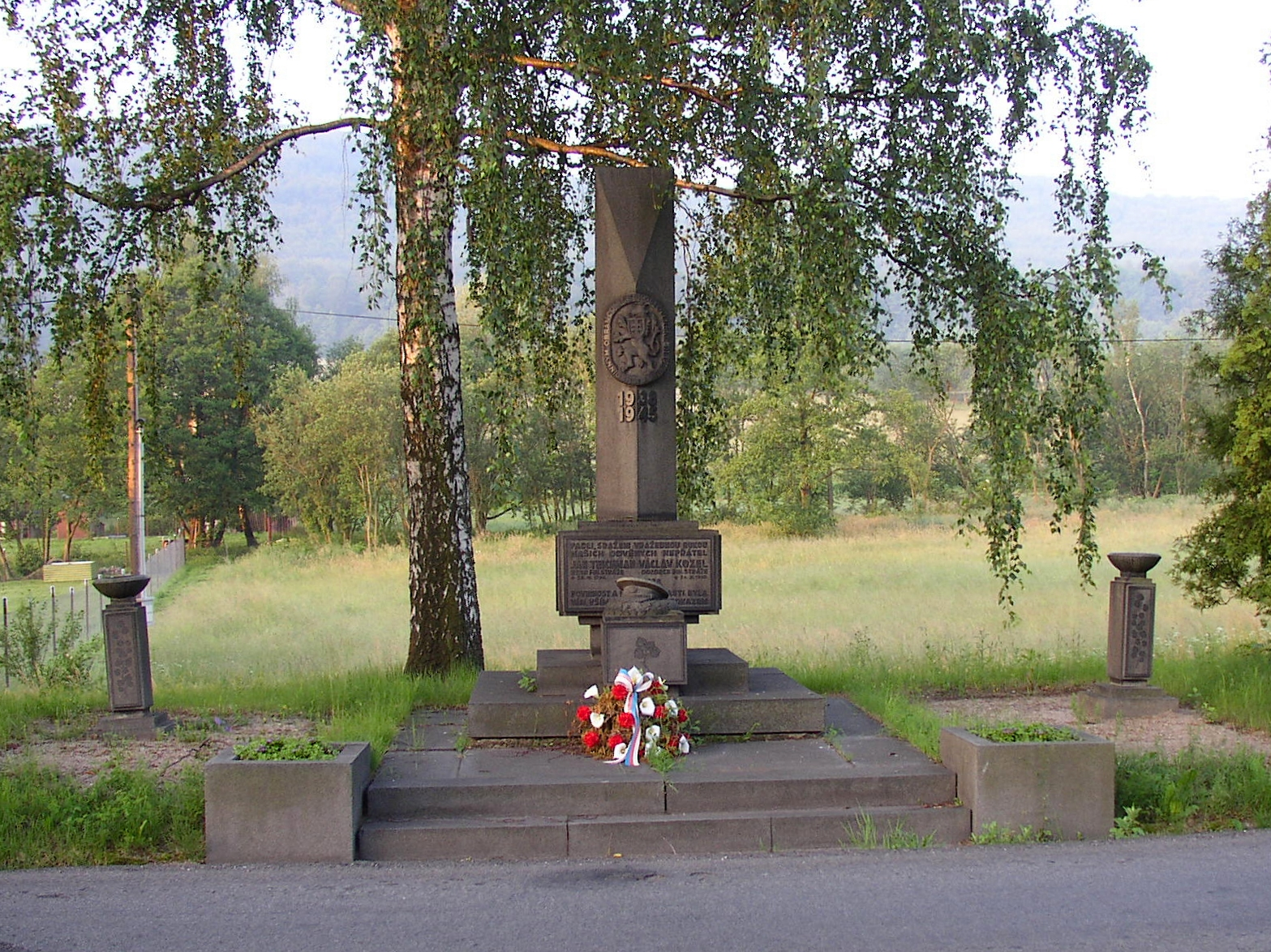
Pomník zavražděným členům Finanční stráže v Dolním Podluží
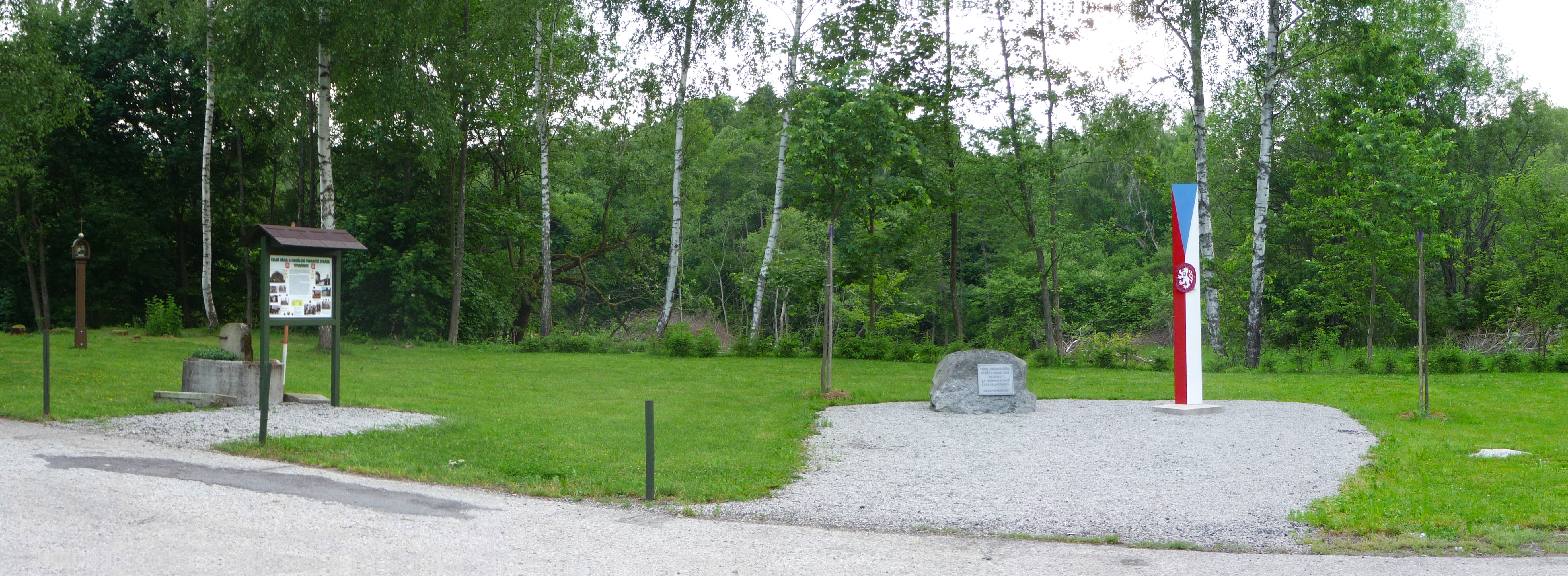
Pomník hraničářům ve Vyšebrodském průsmyku
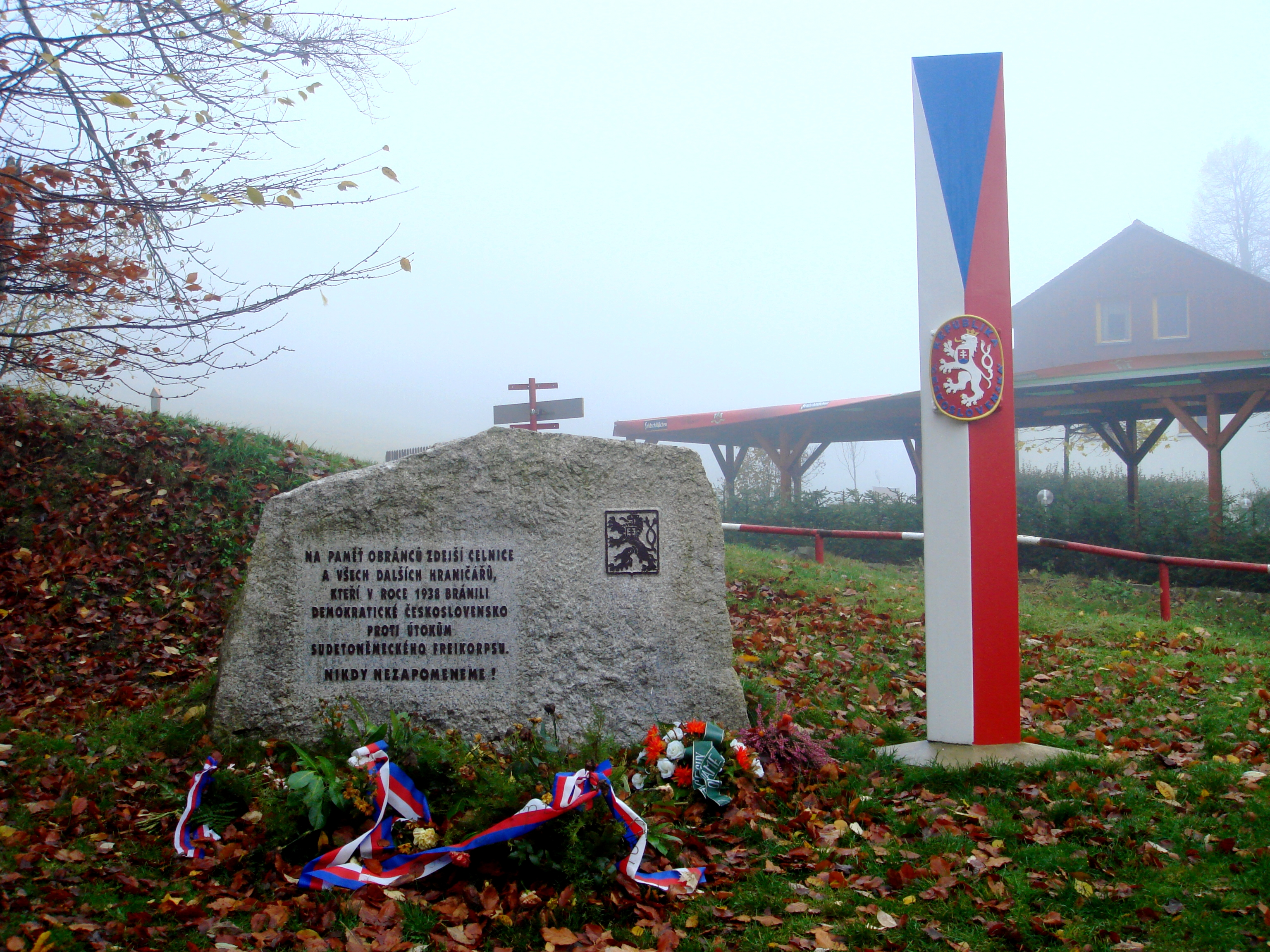
Pomník obráncům hranic u Horní Světlé (původní barevné schéma mělo červený pruh na levé straně)
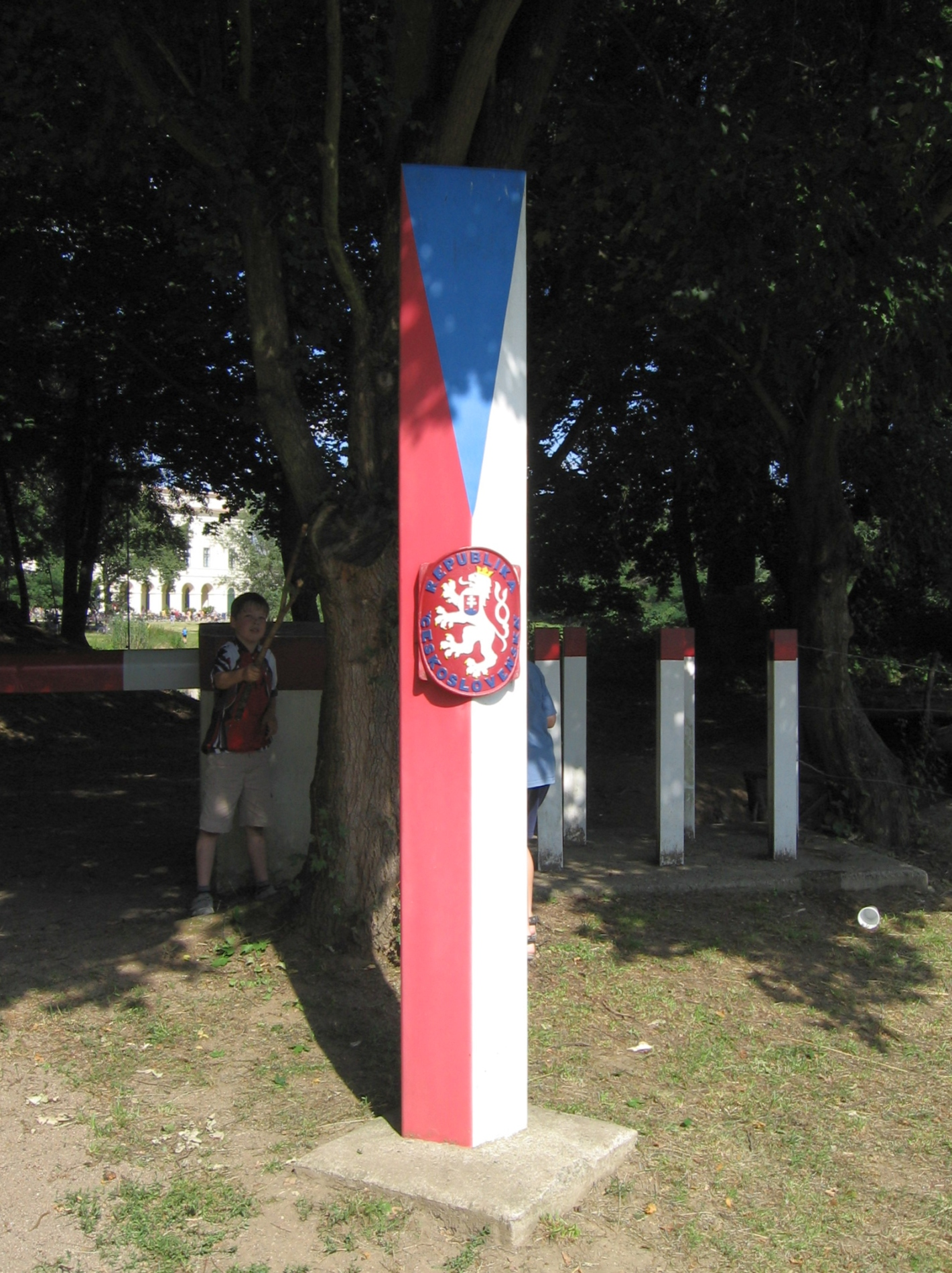
Hraniční orientační sloup v muzeu lehkého opevnění u zámečku Pohansko